# Empoasca telpa
Empoasca telpa är en insektsart som beskrevs av Rowland Southern 1982. Empoasca telpa ingår i släktet Empoasca och familjen dvärgstritar. Inga underarter finns listade i Catalogue of Life.